# Austrian Traded Index

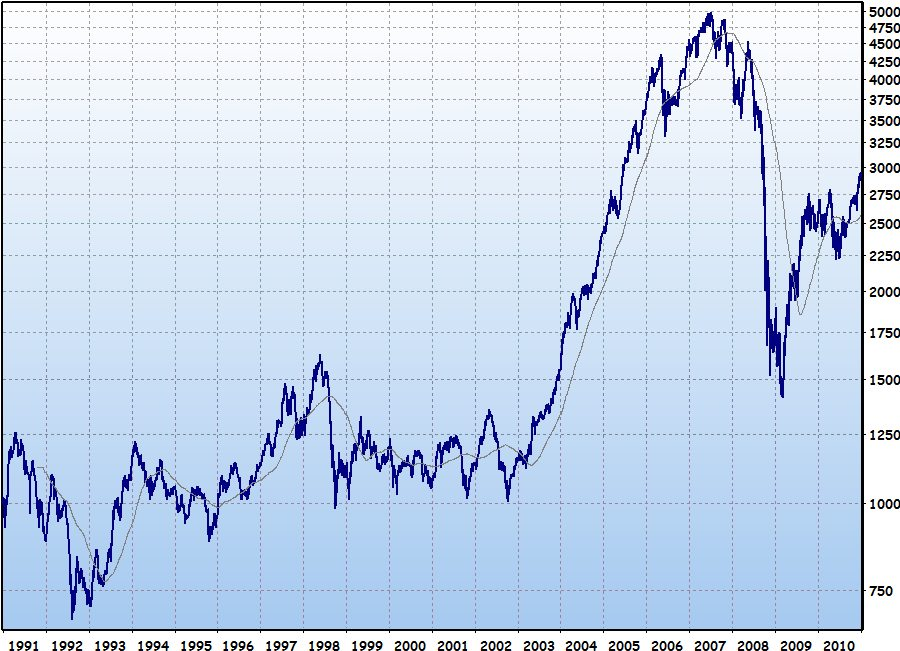
Evolución del ATX desde 1991 hasta octubre de 2008.

Austrian Traded Index o ATX es el índice bursátil de referencia de la Bolsa de Viena. El ATX está compuesto por las veinte empresas con mayor capitalización bursátil de la Bolsa de Viena.
El ATX se comenzó a calcular el 2 de enero de 1991 con un valor base de 1000 puntos. Desde su implementación, el ATX su mínimo histórico lo alcanzó el 13 de agosto de 1992 con 682,96 puntos, mientras que su máximo histórico lo consiguió el 9 de julio de 2007 con 5000 puntos antes de la crisis de las hipotecas subprime. 

## Componentes
A marzo de 2021, el índice incluye las siguientes compañías.
| Compañía                               | Sector                     |
| -------------------------------------- | -------------------------- |
| Erste Bank                             | Banca                      |
| Verbund                                | Útiles eléctricos          |
| OMV                                    | Petróleo & Gas             |
| BAWAG                                  | Banca                      |
| Andritz                                | Maquinaria industrial      |
| Wienerberger                           | Materiales de construcción |
| Voestalpine                            | Siderurgia                 |
| Raiffeisen International               | Banca                      |
| Mayr-Melnhof Karton                    | Paquetería                 |
| CA Immo                                | Inmobiliaria               |
| EVN Group                              | Electricidad               |
| AT&S                                   | Electrónica                |
| Österreichische Post                   | Transporte                 |
| Vienna Insurance Group                 | Seguros                    |
| Lenzing                                | Química                    |
| Uniqa Insurance Group                  | Seguros                    |
| Schoeller-Bleckmann Oilfield Equipment | Petróleo & Gas             |
| Immofinanz                             | Inmobiliaria               |
| S IMMO                                 | Inmobiliaria               |
| Do & Co                                | Alimentación               |

## Composición histórica
El ATX originalmente estaba compuesto por las siguientes empresas:
- Austria Tabak AG
- Austrian Airlines
- Bank Austria
- Böhler-Uddeholm AG
- Brau Union
- BWT AG
- Cybertron AG
- Erste Bank *
- EVN AG *
- Flughafen Wien (Aeropuerto de Viena) *
- Generali Holding Vienna AG
- OMV *
- Raiffeisen *
- RHI *
- Semperit AG
- Strabag *
- Telekom Austria*
- Verbund *
- Voestalpine *
- Wienerberger *
- Wolford AG

Nota: Las empresas marcadas con asterisco aún se mantienen en el ATX.
La siguiente lista muestra a otras empresas que fueron componentes del ATX:
| Fecha      | Empresa/s incluida/s en el índice                                                                           | Empresa/s eliminada/s del índice                          |
| ---------- | --- | --------------------------------------------------------- |
| 24/7/2000  | Bwin Interactive Entertainment AG                                                                           |                                                           |
| 11/9/2000  | Head AG |                                                           |
| 13/12/2000 | | Brau Union Semperit AG                                    |
| 22/10/2001 | Palfinger AG                                                                                                | Austria Tabak AG                                          |
| 21/1/2002  | UNIQA Versicherungen AG Andritz AG Brau Union (conocida entonces como Brau-Beteiligungs-Aktiengesellschaft) | Cybertron AG Head AG Bwin Interactive Entertainment AG    |
| 23/9/2002  | Semperit AG                                                                                                 | Wolford AG                                                |
| 24/3/2003  | | Brau Union                                                |
| 22/3/2004  | Bwin Interactive Entertainment AG                                                                           | Palfinger AG                                              |
| 20/9/2004  | Palfinger AG                                                                                                | UNIQA Versicherungen AG                                   |
| 21/3/2005  | Agrana Beteiligungs-AG Schoeller Bleckmann                                                                  |                                                           |
| 19/9/2005  | Vienna Insurance Group UNIQA Versicherungen AG                                                              | Austrian Airlines Generali Holding Vienna AG Palfinger AG |
| 20/3/2006  | | Semperit AG                                               |
| 18/9/2006  | Österreichische Post Zumtobel AG                                                                            | Agrana Beteiligungs-AG BWT AG                             |
| 19/3/2007  | Intercell AG A-TEC Industries                                                                               | Schoeller Bleckmann Bank Austria                          |
| 24/9/2007  | Austrian Airlines AG Schoeller Bleckmann                                                                    | EVN AG UNIQA Versicherungen AG                            |
| 25/3/2008  | Palfinger AG                                                                                                | A-TEC Industries Austrian Airlines AG                     |
| 23/6/2009  | EVN AG | Böhler-Uddeholm AG                                        |
| 22/9/2008  | Austrian Airlines AG                                                                                        | EVN AG                                                    |
| 23/3/2009  | EVN AG | Palfinger AG                                              |
| 21/9/2009  | Palfinger AG                                                                                                | Austrian Airlines                                         |